# 砂漠の真珠
『砂漠の真珠』（さばくのしんじゅ）は1932年に日本で制作されたサイレント映画。東活映画社製作。

## スタッフ
- 監督 : 久保義郎
- 脚本 : 梵録平
- 原作 : 吉田与三
- 撮影 : 本田戒一郎、玉井正夫

## キャスト
- 千島一穂
- 小川国松
- 浅間昇子
- 御幸冴子
- 石井寛治